# 金沙湖 (浙江省)

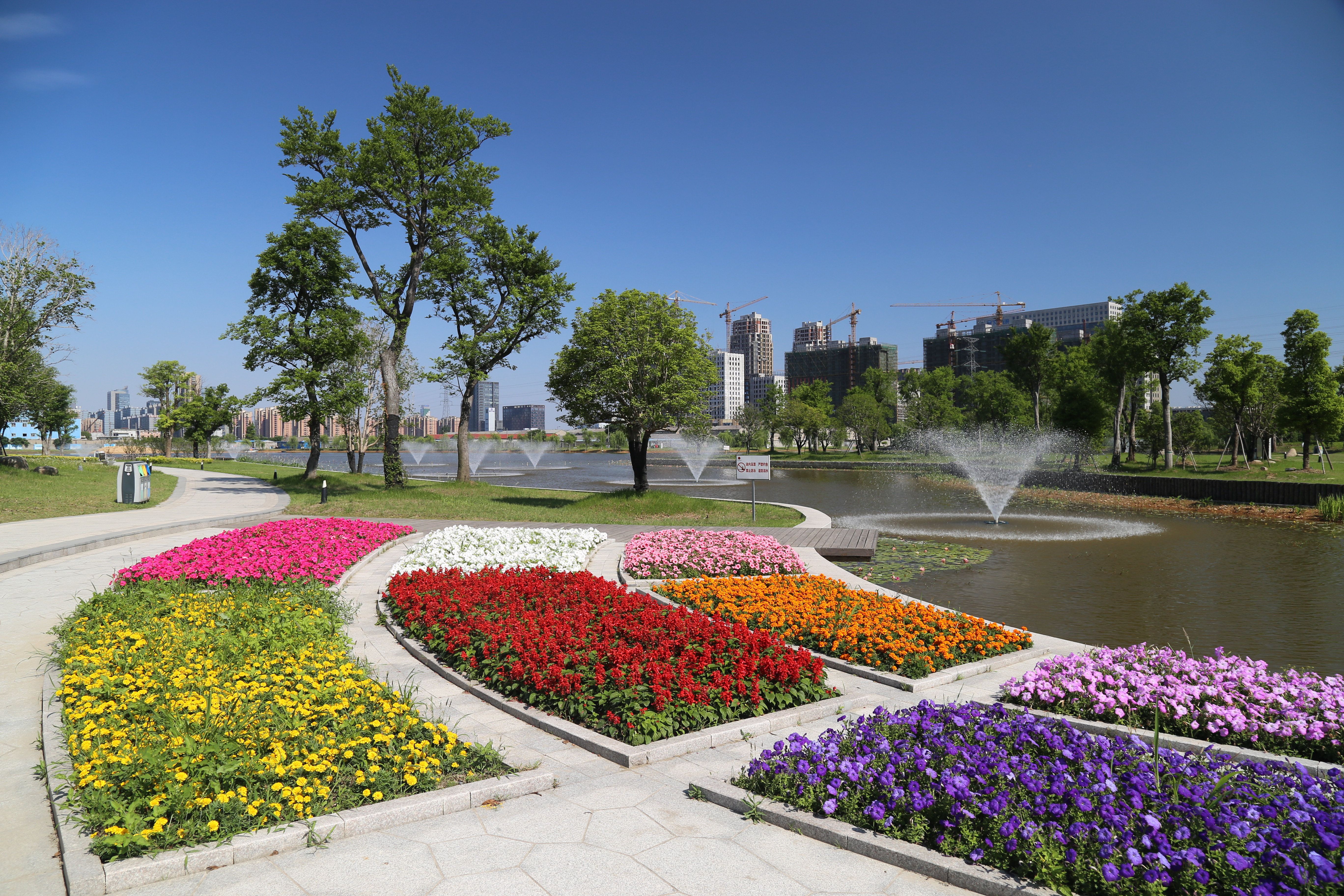
金沙湖公园一隅

金沙湖是位于杭州下沙的一个大型人工湖。未来金沙湖区域将是一个集购物、办公、科研、居住、休闲度假于一体的城市综合体。

## 简介

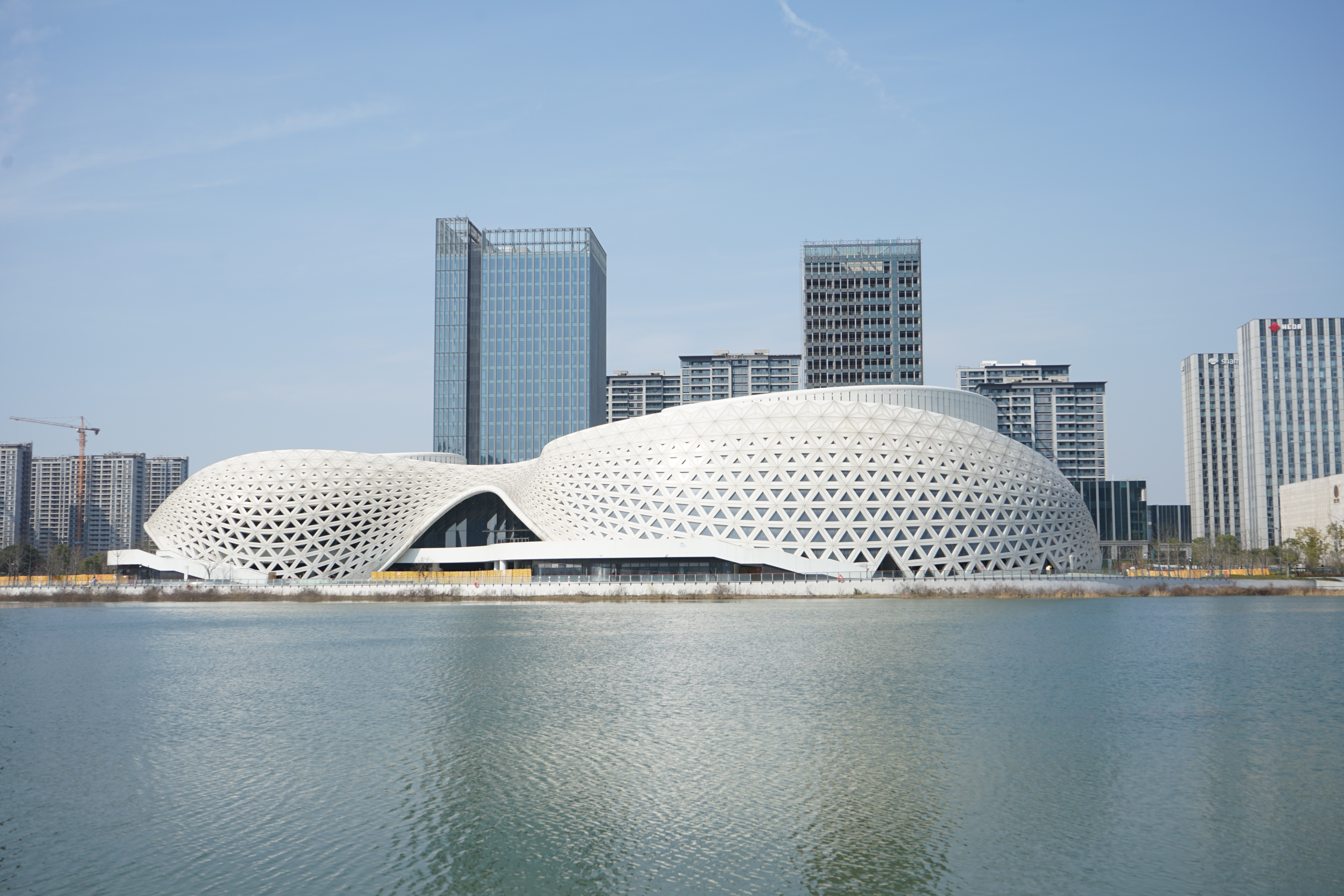
金沙湖大剧院外景

金沙湖位于杭州经济技术开发区西侧，原下沙镇镇政府所在地。地处下沙新城中心区核心区域，下沙行政中心（开发区管委会）南侧，规划占地面积86公顷，其中湖面面积36公顷。湖区南起北苑路，北至金沙大道，东临海达北路，西接规划聚首路。
2010年5月18日正式开挖建设。共分四期，分期开放。2023年上半年工程全面完工并开放。
湖畔北岸建有一座金沙湖大剧院，它由著名建筑大师程泰宁院士设计，总建筑面积约4.4万平米，集文化交流、会演会展、艺术创作、休闲活动于一体，有标准剧场、综合小剧场两大功能区，可容纳2000人。2018年开建，2023年5月建成开放。

## 图集
- 金沙湖公园
- 湖东岸
- 东南角
- 东岸
- 东南角
- 金沙湖非遗文化馆
- 地图
- 地图
- 大剧院
- 大剧院
- 大剧院
- 南岸的石板路
- 西岸
- 西岸
- 西岸
- 北岸
- 北岸的沙滩
- 湖北岸的棕树人行道
- 大剧院附近的鸽子

## 交通
- 杭州地铁1号线：下沙西站、金沙湖站
- 公交363路（下沙南路公交站——乔司监狱狱部）

## 周边建筑

金沙天街

从金沙湖南岸远看东北方的金沙天街等建筑

- 杭州金沙天街（东北方）
- 杭州金沙湖和达希尔顿嘉悦酒店（湖北畔）
- 湖景居（湖南畔）
- 上沙锦湖家园（湖东侧）